# Metro (Indonesië)
Metro  (Indonesisch: Kota Metro) is een stadsgemeente in de Indonesische provincie Lampung op het eiland Sumatra.
De naam Metro komt van het woord Mitro, dat partner betekent.